# Meliola osmanthi
Meliola osmanthi är en svampart som beskrevs av Syd. & P. Syd. 1921. Meliola osmanthi ingår i släktet Meliola och familjen Meliolaceae.   Inga underarter finns listade i Catalogue of Life.